# Нава (приток Выга)
Нава — река в России, протекает в Медвежьегорском районе Карелии. Устье реки находится в 61 км по правому берегу реки Выг. Длина реки — 11 км

## Данные водного реестра
По данным государственного водного реестра России относится к Баренцево-Беломорскому бассейновому округу, водохозяйственный участок реки — бассейн озера Выгозеро до Выгозерского гидроузла, без реки Сегежа до Сегозерского гидроузла. Речной бассейн реки — бассейны рек Кольского полуострова и Карелии, впадает в Белое море.